# Novomikhàilovskoie (Otrado-Ólguinskoie)
|  | Per a altres significats, vegeu «Novomikhàilovskoie (Kusxóvskaia)». |

Novomikhàilovskoie - Новомихайловское (rus) - és un poble del krai de Krasnodar, a Rússia. Es troba a la vora esquerra del riu Kuban, davant de Grigorpoliskaia. És a 25 km al sud-est de Gulkévitxi i a 158 km a l'est de Krasnodar.
Pertany al poble d'Otrado-Ólguinskoie.